# Jungle Book (1942)
Jungle Book (bra: Mogli - O Menino Lobo) é um filme britano-norte-americana de 1942, dos gêneros drama e aventura, dirigido por Zoltan Korda, com roteiro de Laurence Stallings baseado no romance O Livro da Selva, de Rudyard Kipling.

## Notas sobre a produção

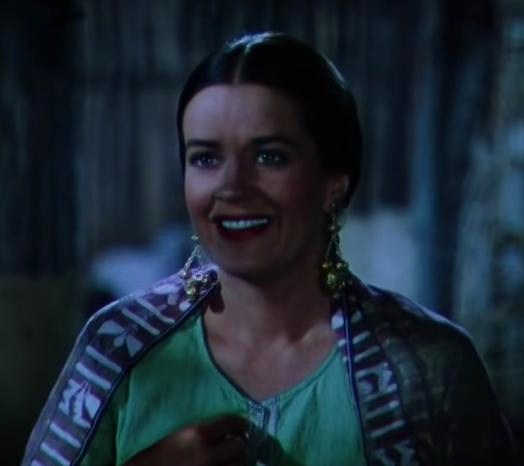
Rosemary DeCamp, que faz o papel de mãe de Mowgli, em cena do filme.